# Mycoacia lutea
Mycoacia lutea är en svampart som först beskrevs av Gordon Herriot Cunningham, och fick sitt nu gällande namn av Hjortstam 1995. Mycoacia lutea ingår i släktet Mycoacia och familjen Meruliaceae.   Inga underarter finns listade i Catalogue of Life.